# گودین-اوالوگتینگا

گودین-اوالوگتینگا شهری در شهرستان کودوگو در استان بولکیمده در بورکینافاسوی غربی مرکزی است جمعیت آن ۵۱۸۹ نفر است.